# Gewog di Dekiling
Il gewog di Dekiling è uno dei dodici raggruppamenti di villaggi del distretto di Sarpang, nella regione Meridionale, in Bhutan.